# 蘇格蘭蓋爾語維基百科
蘇格蘭蓋爾語維基百科（蘇格蘭蓋爾語：Uicipeid，[ˈuçkʲɪpetʲ]）是蘇格蘭語版本的維基百科。 截至2022年4月28日，它包含15,735篇文章，擁有25,155名編輯。